# Nationalsang
En nationalsang eller nationalmelodi er en fædrelandssindet sang eller et musikstykke, som skal symbolisere landet ved officielle eller folkelige begivenheder. En nationalsang kan være formelt anerkendt af myndighederne i et land, eller uden formel anerkendelse være i anvendelse som nationalsang.
Med udviklingen af nationalstater op igennem det 19. og 20. århundrede har de fleste lande valgt en nationalsang, som gerne synges sammen med andre sange i den nationale sangskat.
Nationalsange anvendes ved officielle lejligheder som statsoverhoveders besøg i andre lande og i forbindelse med sportsarrangementer, hvor deltagernes landes nationalsange enten spilles eller synges, før den sportslige del af arrangementet begynder, eller hvor den vindende deltagers nationalsang spilles i forbindelse med præmieoverrækkelsen. I nogle lande synges nationalsangen i skoler, før undervisningen begynder.
I en del lande findes også regionale nationalsange, hvor delstater eller andre subnationale enheder har deres egne officielle eller uofficielle nationalsange. Tilsvarende findes der også internationale organisationer, fx EU, der har en nationalsang.
Nationalsange har ofte form af hymner eller marcher. I Latinamerika bruges normalt mere operaagtige stykker. Enkelte lande bruger en fanfare.
Hvis nationalsangen har mere end ét vers, er det almindeligt, at man kun synger det første (i Tyskland dog det tredje). Den gennemsnitlige varighed af en nationalsang er ca. ét minut. I lande, hvor der er mere end ét officielt sprog, findes der normalt en version på hvert af de officielle sprog, såsom i Belgien, Finland, Schweiz og Sydafrika. Der findes flere eksempler på lande med fælles nationalmelodi. Eksempelvis har Finland og Estland nationalmelodien til fælles, mens nationalsangene har hver sin tekst. Der er ligeledes flere lande, som anvender den samme melodi som Storbritannien, men med forskellig tekst.

## Danmark
Danmark har to nationalsange: Der er et yndigt land udgivet i 1823 af Adam Gottlob Oehlenschläger  og Kong Christian stod ved højen Mast skrevet i 1779 af Johannes Ewald. Heraf tjener Kong Christian desuden som kongesang.
Ved ikke-militære sportsbegivenheder i udlandet afgør de sportslige specialforbund selv, hvilken nationalsang der benyttes. Der er et yndigt Land er fra 1990'erne kommet i hyppigere brug. Den betragtes nu af de fleste danske idrætstilskuere som den "egentlige" nationalsang i sportslig sammenhæng. Brug af Kong Christian kan derfor af et dansk publikum opfattes som en fejl.
Kong Christian benyttes ved officielle lejligheder såsom kongebesøg, flådebesøg, militære sportsstævner og højtideligheder i al almindelighed, hvor medlemmer af kongehuset eller den danske eller fremmede regering er til stede i embeds medfør, eller hvor Danmarks ambassadør giver møde i egenskab af Danmarks repræsentant, f.eks. ved overrækkelse af akkreditiver.
Eventuelt kan man anvende Kong Christian efterfulgt af Der er et yndigt Land.

## Færøerne og Grønland
På Færøerne anvendes Tú alfagra land mítt med tekst af Símun av Skarði og musik af Petur Alberg. I Grønland er der to nationalsange, Nunarput utoqqarsuanngoravit med tekst af Henrik Lund og musik af Jonathan Petersen og Nuna Asiilasoq med tekst og melodi af Jonathan Petersen

## Nordens nationalsange
Den ældste er den danske fra 1823. Så følger den svenske fra 1844; egentlig en folketone optegnet i Odensvi i Västmanland. Dernæst den finske fra 1846. Bjørnstjerne Bjørnson skrev den norske på Hop i Bergen i 1859 (let revidere noget senere), tonesat af den 21-årige Rikard Nordraak. Ja, vi elsker er aldrig blevet vedtaget som nationalsang, den blev bare gradvis den mest anerkendte af flere sange. Island fik sin nationalsang i 1874; Færøerne sin først i 1900-tallet. I den svenske og norske nationalsang nævnes landets navn overhovedet ikke; den norske omtaler kun "dette landet", mens den svenske afsluttes med: "Ja, jag vill leva, jag vill dö i Norden." Teksten blev skrevet, da unionen med Norge var 30 år, så Norge var nok medregnet i den sætning. Det var Finland måske ikke, de mange kontroverser taget i betragtning. Først i 1863 blev finsk sprog sidestillet med svensk.
I oversigten over danske artikler er der henvisninger fra landet til artiklen om sangen.
Den engelske artikel har en liste over lande og deres nationalsange.